# Empoascanara mana
Empoascanara mana är en insektsart som beskrevs av Irena Dworakowska och Pawar 1974. Empoascanara mana ingår i släktet Empoascanara och familjen dvärgstritar.
Artens utbredningsområde är Filippinerna. Inga underarter finns listade i Catalogue of Life.